# Autotrichia
Autotrichia is een geslacht van vlinders van de familie spanners (Geometridae), uit de onderfamilie Ennominae.

## Soorten
- A. heterogynoides Wehrli, 1927
- A. lysimeles Prout, 1924
- A. pellucida Staudinger, 1900